# Evanston (Illinois)

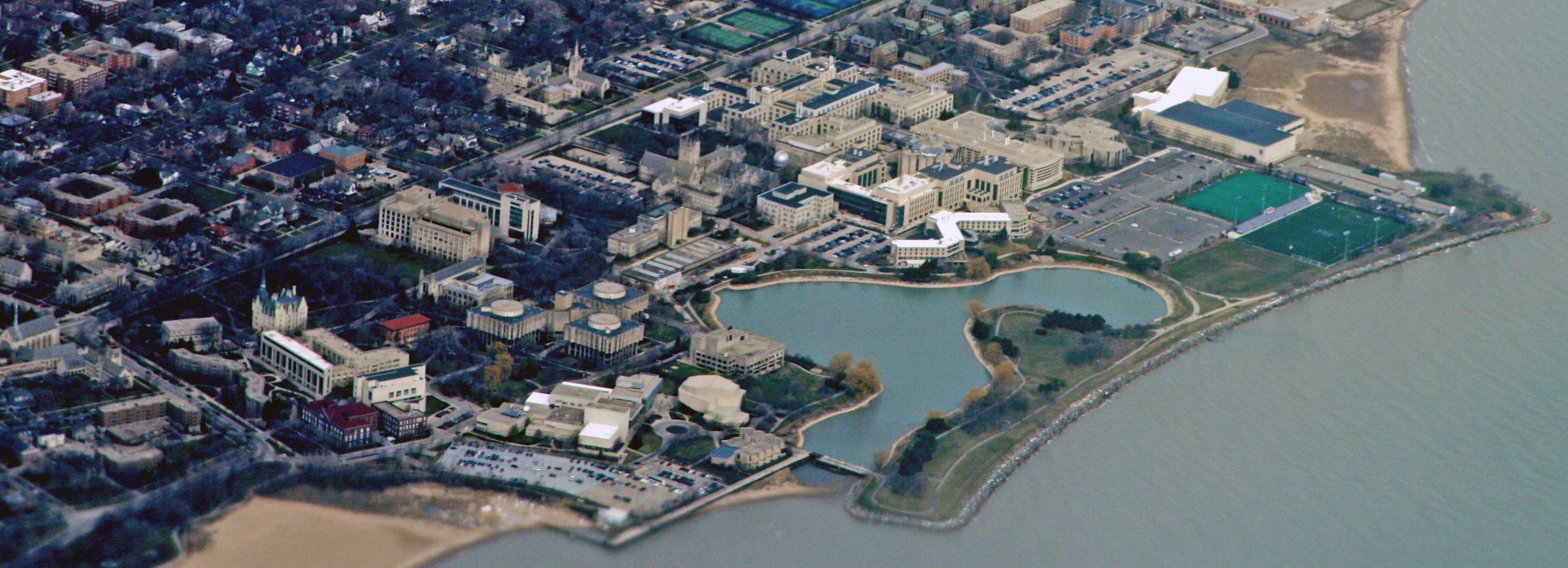
Kampus Uniwersytetu Northwestern w Evanston

Evanston – miasto uniwersyteckie na północnych przedmieściach Chicago, nad jeziorem Michigan, w stanie Illinois w Stanach Zjednoczonych. Miasto zajmuje powierzchnię około 20 km² i w 2023 roku liczyło 75 070 mieszkańców. W mieście siedzibę ma Northwestern University.
W Evanston swój kampus miał również współpracujący z Wyższą Szkołą Biznesu w Nowym Sączu National-Louis University. W roku 2006 siedziba ta została przeniesiona do pobliskiego Skokie.
W mieście rozwinął się przemysł poligraficzny, chemiczny oraz spożywczy.

## Ludność
Według danych pięcioletnich z 2022 roku, 58,4% mieszkańców identyfikowało się jako biali niebędący Latynosami, 16,5% to  czarni lub Afroamerykanie, 11,3% stanowili Latynosi, 9,2% miało pochodzenie azjatyckie, 8,7% było rasy mieszanej i 0,3% to rdzenni Amerykanie. 16,3% mieszkańców urodziło się poza granicami Stanów Zjednoczonych.
Średni dochód gospodarstwa domowego (dane z 2022) w Evanston wynosi 93 188 dolarów, zaś dochód na mieszkańca 63 888 dolarów. 11,6% mieszkańców żyje poniżej relatywnej granicy ubóstwa.

## Urodzeni w Evanston
- John Cusack (ur. 1966) – aktor
- Charlton Heston (1923–2008) – aktor
- Seth Meyers (ur. 1973) – komik i prezenter telewizyjny
- Bill Murray (ur. 1950) – aktor
- D.A. Pennebaker (1925–2019) – reżyser filmów dokumentalnych
- William Petersen (ur. 1953) – aktor
- Edmund S. Phelps (ur. 1933) – ekonomista i noblista
- Joe Rushton (1907–1964) – saksofonista jazzowy
- Erik Spoelstra (ur. 1970) – trener koszykarski
- Patrick Stump (ur. 1984) – główny muzyk zespołu Fall Out Boy
- Eddie Vedder (ur. 1964) – wokalista grupy Pearl Jam